# Koebelia inyoensis
Koebelia inyoensis är en insektsart som beskrevs av Paul W. Oman 1971. Koebelia inyoensis ingår i släktet Koebelia och familjen dvärgstritar. Inga underarter finns listade i Catalogue of Life.